# Todd-AO
Il Todd-AO è un formato cinematografico a schermo panoramico ad alta definizione creato negli anni cinquanta da Mike Todd e dall'American Optical Company di Rochester (New York).
Todd, uno dei soci del consorzio che aveva creato il Cinerama, sviluppò il Todd-AO essenzialmente per evitare la complessità di quel sistema, che richiedeva tre cineprese e tre proiettori e che mostrava le due linee verticali di giunzione fra le immagini giustapposte.

## Le caratteristiche del Todd-AO
A differenza del Cinerama, il Todd-AO faceva uso di una sola cinepresa caricata con pellicola negativa a colori con maschera Eastman Color da 65 mm, mentre il positivo da proiezione era largo 70 mm, perché doveva contenere anche le sei piste magnetiche della colonna sonora stereofonica (oggi si direbbe multicanale, ma si tenga presente che, nel cinema, con stereofonia si è sempre indicata, fin dalla sua introduzione, una registrazione-riproduzione multicanale). Le piste magnetiche erano collocate a destra e a sinistra dei fotogrammi, sia fra i fotogrammi e le perforazioni, sia all'esterno delle perforazioni.
Cinque delle sei piste erano assegnate a canali frontali, mentre la sesta a un canale surround. A questa sesta pista era tuttavia possibile applicare il sistema Perspecta Stereo che permetteva un surround con una finta stereofonia a tre canali.
I negativi da 65 mm e i positivi da proiezione da 70 mm (v. figura 1) erano fabbricati dalla Kodak appositamente per il Todd-AO.

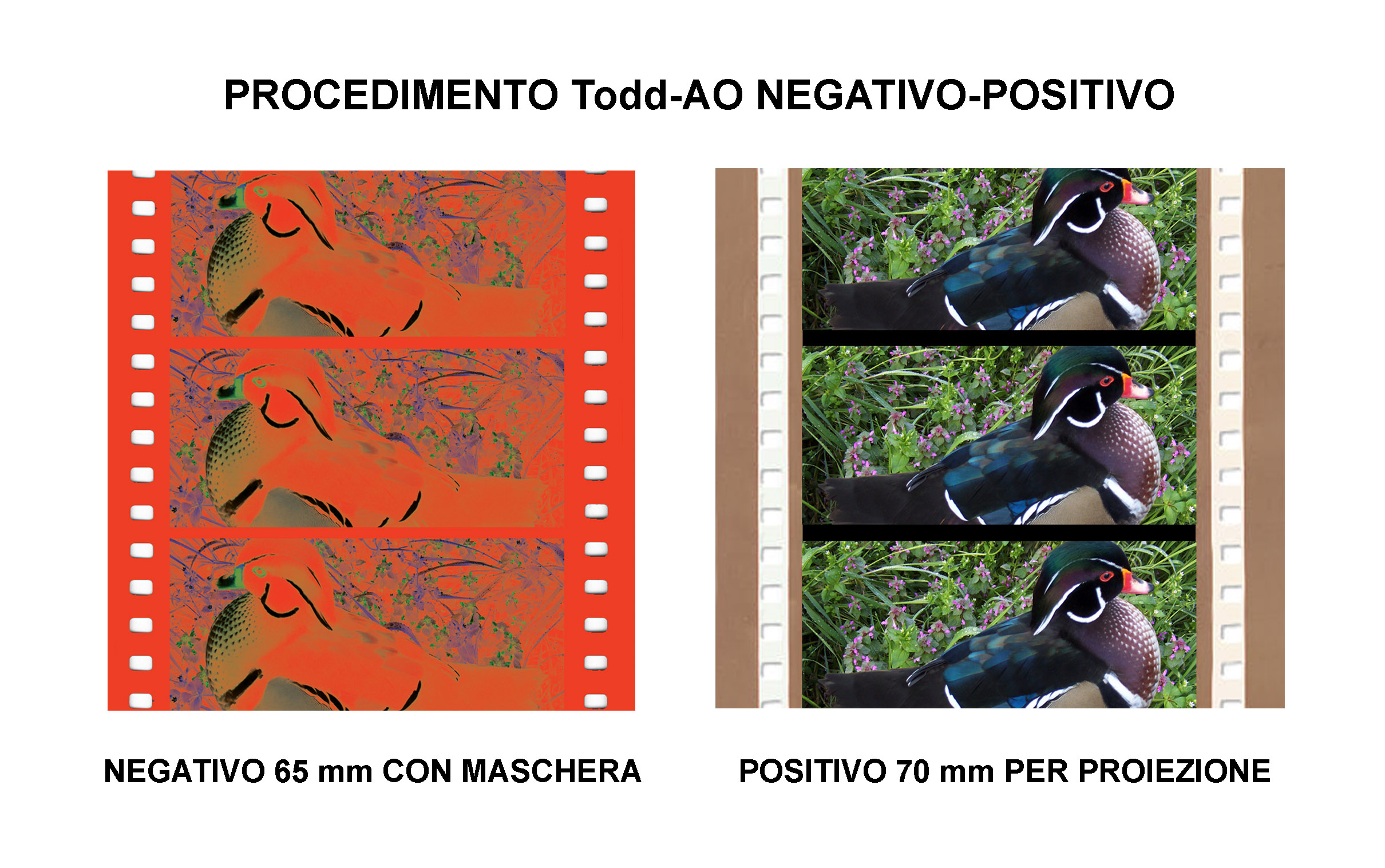
Figura 1. Todd-AO: negativo 65 mm e positivo da proiezione 70 mm

Il Todd-AO offriva un'immagine più brillante e nitida sia rispetto alla normale pellicola a 35 mm, sia al CinemaScope, ma costringeva ad usare un costoso proiettore speciale, fuori standard, noto come DP70. Infatti a ogni fotogramma corrispondevano cinque perforazioni nella pellicola, anziché quattro, e la cadenza di ripresa e di proiezione era inizialmente di 30 fotogrammi al secondo. Il sistema risultava così incompatibile in proiezione, sia per la diversa perforazione, sia per le diverse colonne sonore, con sistemi precedenti che avevano fatto uso di pellicola a 70 mm, come il sistema Fox Grandeur del 1929-1930 (v. figura 2).

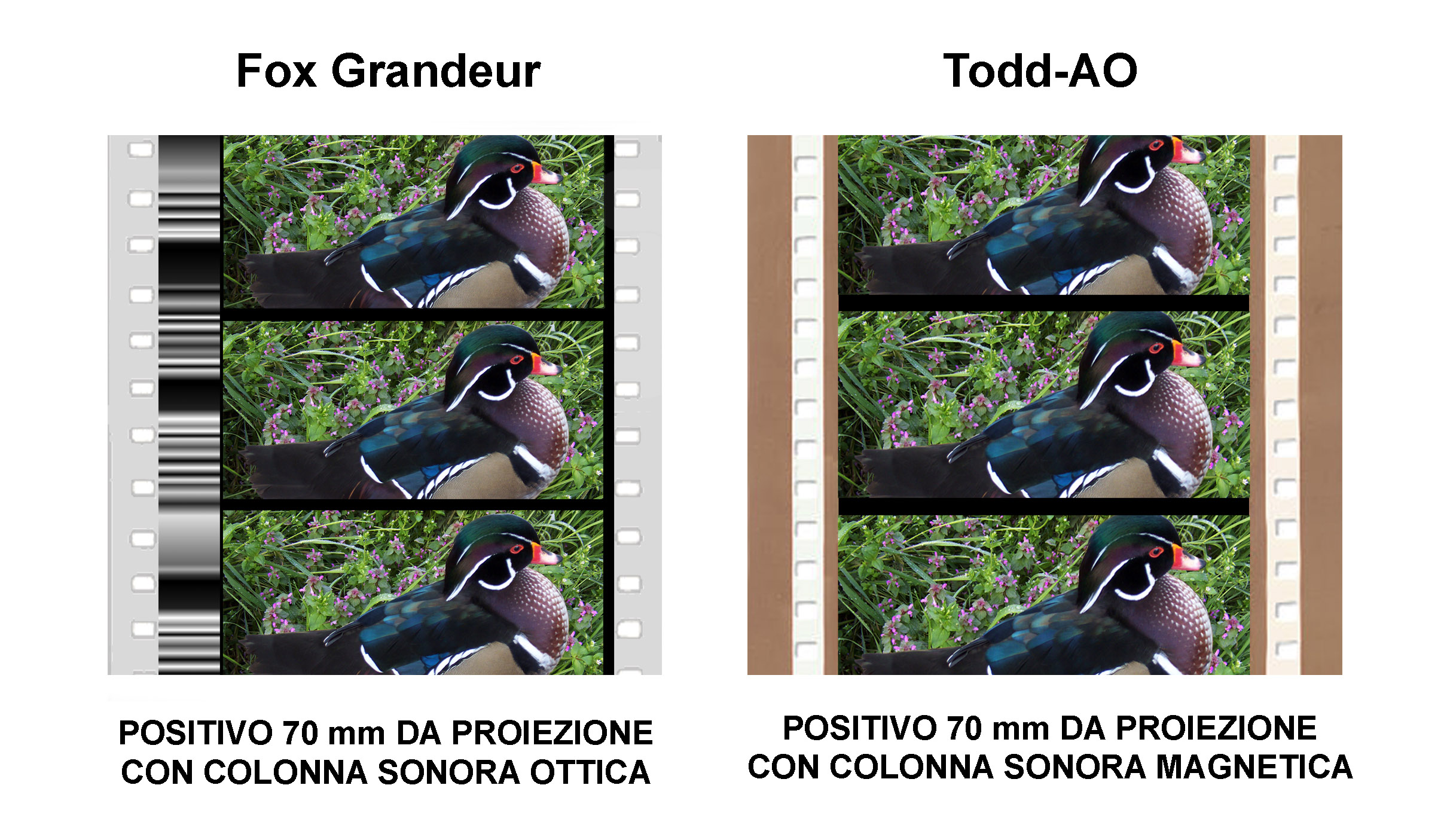
Figura 2. Confronto fra i positivi da proiezione Fox Grandeur e Todd-AO

La cadenza di 30 fotogrammi al secondo, scelta sia per migliorare la qualità del suono, sia per ridurre lo sfarfallio e l'effetto immagini a scatti durante le panoramiche, fu portata a 24 fotogrammi al secondo dopo i primi due film.
Per simulare l'angolo di ripresa del Cinerama, vennero progettati appositamente quattro obiettivi che abbracciavano rispettivamente un campo di 37, 48, 64 e 128 gradi. Era soprattutto su quest'ultimo obiettivo, il famoso bugeye (occhio di cimice), un quasi-fisheye (o occhio di pesce) da 12,7 mm, che si sarebbe dovuto basare il procedimento anche se, in realtà, le riprese con grandissimo angolo di campo non furono molto usate.
In proiezione il rapporto larghezza-altezza era di 2,21:1.

## Il Todd-AO e i sistemi coevi a 70 mm
Il procedimento con ripresa su pellicola da 65 mm e stampa su pellicola da 70 mm diventò presto uno standard e fu adottato da altri sistemi cinematografici, ad esempio dal Super Panavision 70 (la versione della Panavision del Todd-AO), con un rapporto larghezza-altezza di 2,20:1 e dall'Ultra Panavision 70, con un rapporto larghezza-altezza di 2,76:1 (ottenuto con una compressione anamorfica dell'immagine di 1,25:1).
Anche l'industria cinematografica sovietica si ispirò al Todd-AO col sistema Sovscope 70, con un rapporto larghezza-altezza di 2,20:1, che però usava una pellicola da 70 mm anche in ripresa.
Come già detto, la cadenza della versione originale del Todd-AO era di 30 fotogrammi al secondo, anziché di 24 (quest'ultima era diventata la cadenza standard dopo l'introduzione del cinema sonoro). Solo i primi due film girati in Todd-AO, Oklahoma! e Il giro del mondo in 80 giorni (1956) adottarono però questa cadenza. Il ritorno alla cadenza standard di 24 fotogrammi al secondo fu dettato dalla necessità di ottenere positivi da proiezione a 35 mm (e, ovviamente, a 24 fotogrammi al secondo, dal momento che i proiettori per il 35 mm adottavano questa cadenza), da usare nelle sale cinematografiche non attrezzate per il Todd-AO.
La figura 3 mostra tre diversi tipi di positivi da proiezione a 35 mm ricavati da un negativo Todd-AO a 65 mm. Il primo positivo ha la colonna sonora ottica a due canali (uno anteriore a l'altro per il surround, eventualmente con i toni di controllo per il sistema Perspecta Stereo), il secondo la colonna sonora magnetica a quattro canali (tre anteriori e uno per il surround, eventualmente con i toni di controllo per il sistema Perspecta Stereo), il terzo non ha colonna sonora, perché questa era registrata, a sei canali (cinque anteriori e uno per il surround, eventualmente con i toni di controllo per il sistema Perspecta Stereo), su un nastro magnetico perforato avente le stesse dimensioni della pellicola a 35 mm e dedicato solo a questo scopo. Quest'ultimo tipo di positivo è stato usato nell'Astoria Theatre di Londra per le roadshow theatrical release (v. la sezione Il Todd-AO e le roadshow release). L'immagine in tutti e tre i tipi di positivi è anamorfizzata, cioè compressa lateralmente.

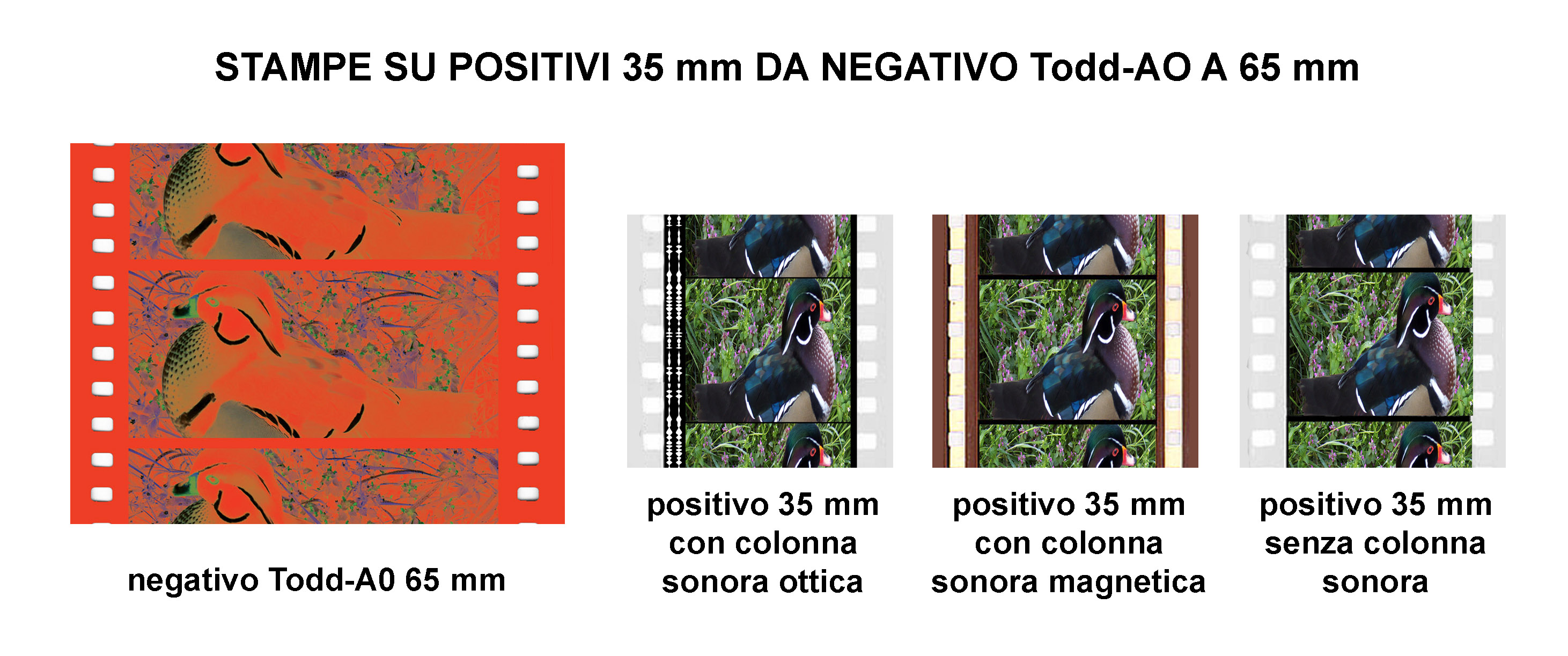
Figura 3. Diversi tipi di positivi da proiezione a 35 mm ottenuti da negativo Todd-AO a 65 mm

In Todd-AO sono stati girati pochi film (il numero esatto non è noto, ma la lista riportata sotto dovrebbe raccoglierne la quasi totalità).
Il sistema fu testato a Buffalo, nel Regent Theatre (la sala esiste tuttora, anche se è usata come chiesa). Il compositore Richard Rodgers e il librettista Oscar Hammerstein II assistettero in questa sala ai test del Todd-AO e si convinsero ad adottare questo procedimento per il film Oklahoma!.
Si noti che termine Todd-AO può ingenerare confusione, poiché la ditta Todd-AO ha offerto anche un sistema anamorfico a 35 mm simile al Panavision e al CinemaScope. È per questo motivo che in diversi film a schermo panoramico girati negli anni '70 e '80 appare la dicitura Todd-AO, mentre più correttamente dovrebbe apparire Todd-A0 35 mm.
Fra la fine degli anni '70 e l'inizio degli anni '90 i film girati in 65 mm diventarono sempre più rari. Lo stesso Todd-AO subì un rapido declino, principalmente per via del costo delle apparecchiature necessarie per la stampa e la proiezione. In seguito la ditta Todd-AO si dedicò principalmente al missaggio e alla postproduzione.
Alcuni film girati su negativo a 35 mm vennero tuttavia stampati, con un ingrandimento ottico, su positivo a 70 mm, essenzialmente per poter usufruire del suono a sei piste magnetiche. Nel caso di film girati con un rapporto larghezza-altezza di 1,85:1, nelle stampe positive vennero inserite due strisce nere ai lati dei fotogrammi.
Questi film "ingranditi" erano prevalentemente destinati alla proiezione in poche sale di grandi città, mentre nelle altre sale si usava il normale positivo a 35 mm. L'avvento del Dolby Stereo (un sistema a quattro canali) negli anni '70 e del suono digitale (Dolby Digital e DTS) negli anni '90 resero inutili queste stampe costose.

## Schermi curvi e schermi piatti
Il Todd-AO, benché concepito come un sostituto del Cinerama, in realtà fece poco uso sia di riprese con grandissimo angolo di campo, sia di schermi da proiezione molto curvi. Infatti, in ripresa, gli obiettivi fortemente grandangolari venivano usati raramente e la maggior parte delle sale attrezzate per il Todd-AO avevano schermi moderatamente curvi. A partire dal 1958 vennero addirittura usati schermi piatti e le proiezioni in Todd-AO somigliarono sempre di più a quelle a 35 mm, salvo per la migliore definizione dell'immagine e la stereofonia a sei canali. Una variante del Todd-AO, sviluppata da Richard Vetter e Carl W. Williams, detta Dimension 150 dall'obiettivo su cui erano principalmente basate le riprese, che abbracciava un angolo di 150 gradi, fece tuttavia uso di schermi a grande curvatura, simili a quelli del Cinerama. In Dimension 150 furono girati solo due film: La Bibbia e Patton, generale d'acciaio. Diversi film girati Todd-AO e in Dimension 150 furono proiettati in anteprima in sale attrezzate per il Cinerama, proprio per sfruttare lo schermo a forte curvatura. Ad esempio Tutti insieme appassionatamente.

## Il Todd-AO, il Dimension 150 e i positivi da proiezione rettificati
Per poter proiettare i film girati in Todd-AO e in Dimension 150 in sale attrezzate per il Cinerama, che erano dotate di schermi con forte curvatura, vennero realizzati dei positivi da proiezione speciali, detti rettificati, nei quali i fotogrammi erano distorti in modo tale che, una volta proiettati sullo schermo del Cinerama, le distorsioni venissero annullate (v. figura 4).

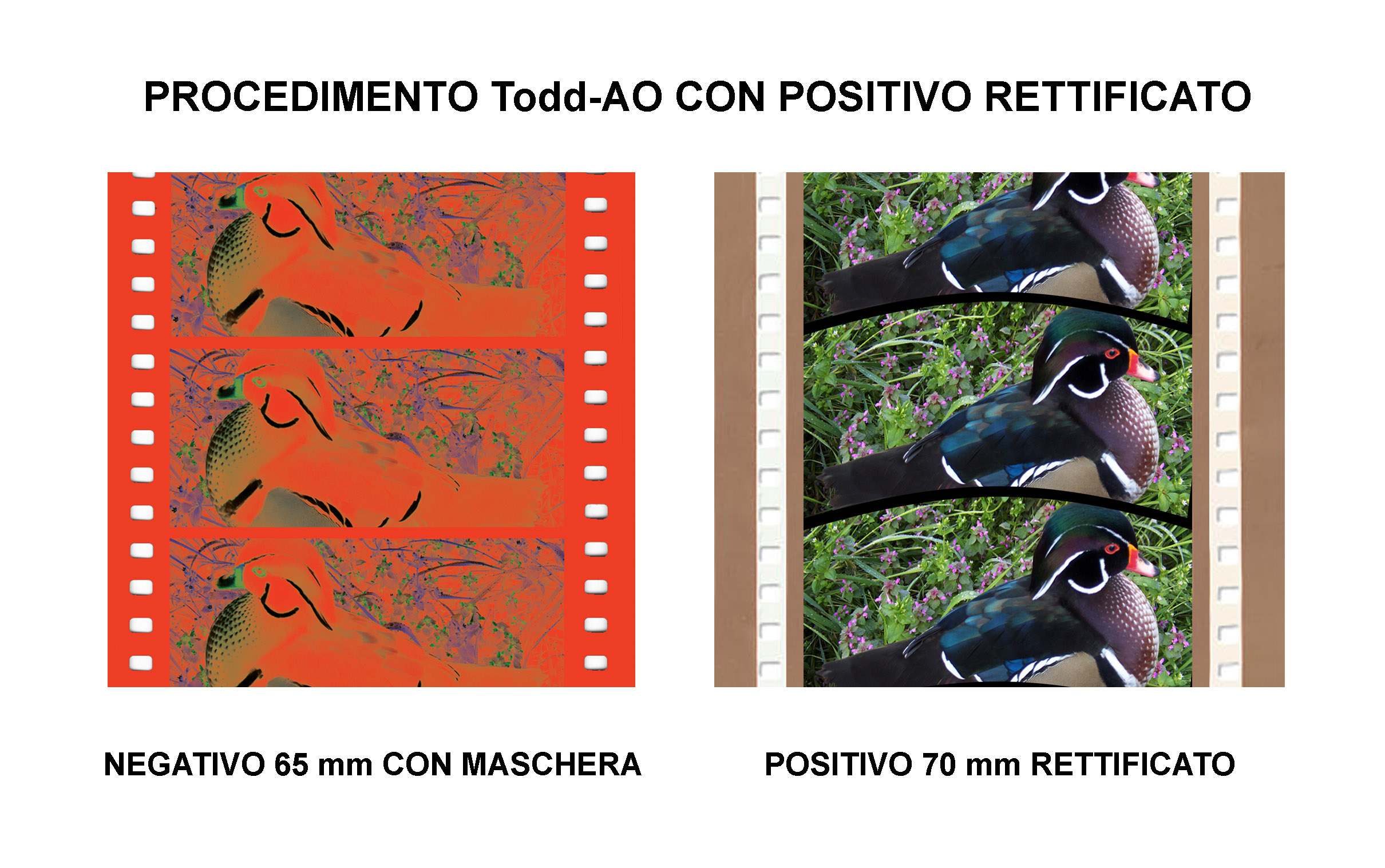
Figura 4. Todd-AO: negativo 65 mm e positivo da proiezione 70 mm rettificato

Infatti, poiché il Todd-AO e il Dimension 159 facevano uso di un solo proiettore, l'immagine proiettata su uno schermo con forte curvatura subiva delle distorsioni. Inoltre, mentre i tre proiettori del Cinerama si trovavano all'altezza della linea orizzontale che passava per il centro dello schermo, i proiettori del Todd-AO e del Dimension 50 erano collocati molto più in alto, e questo introduceva un'ulteriore distorsione. Le distorsioni dei fotogrammi sul positivo da proiezione permettevano di ovviare a questi inconvenienti.
La figura 5 mostra le distorsioni introdotte nel fotogramma positivo rettificato. Come si può notare il fotogramma, oltre a presentare una distorsione curvilinea, si restringe dall'alto verso il basso.

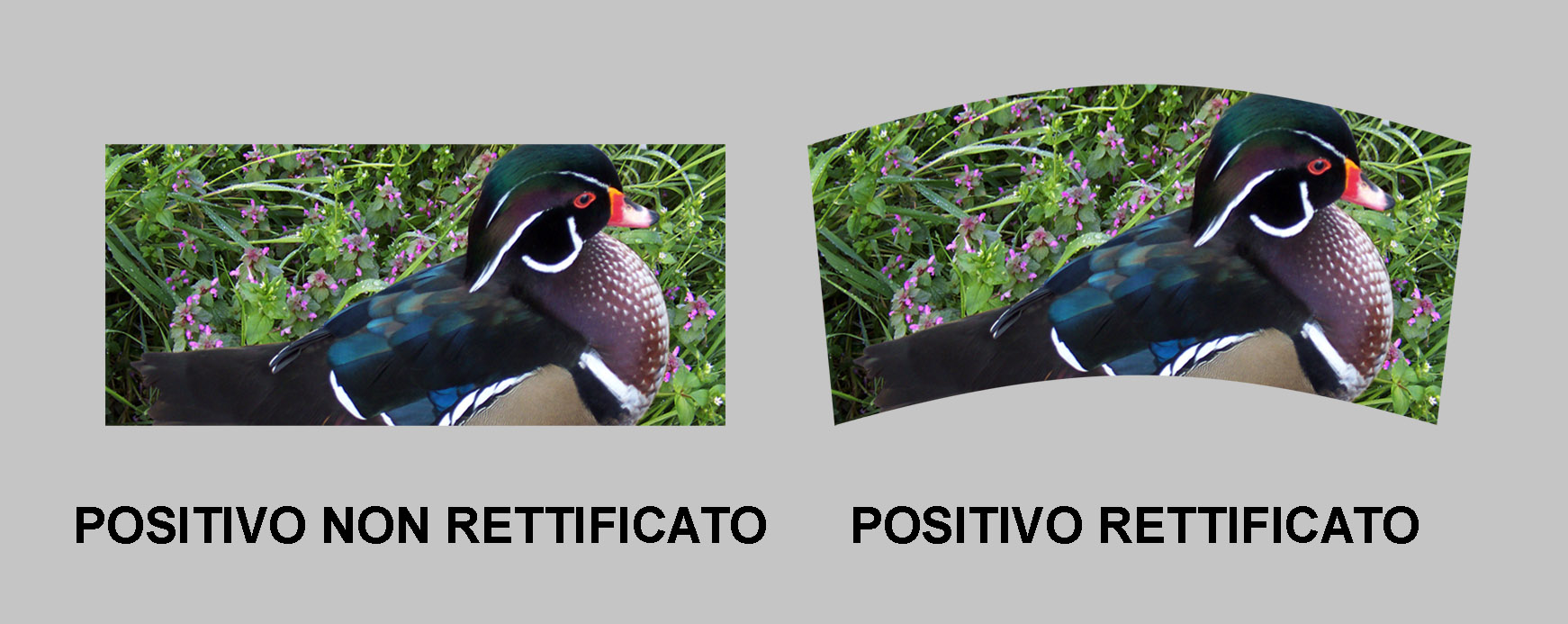
Figura 5. Todd-AO: distorsioni introdotte nel positivo rettificato

## Il Todd-AO e le roadshow release
I film girati Todd-AO erano spesso dei Roadshow theatrical release. Si trattava di questo: un film veniva proiettato in un numero limitato di sale in grandi città (come Los Angeles, New York e San Francisco) per un periodo di tempo prefissato, anche per un anno o più, prima di essere distribuito su scala nazionale. La maggior parte dei film inTodd-AO della fine degli anni '60, inclusi Quei temerari sulle macchine volanti e Tutti insieme appassionatamente, furono inizialmente presentati come roadshow release.
Le rodashow release durarono fino all'inizio degli anni '70.

## Film in Todd-AO 70 mm e Dimension 150
I seguenti film furono prodotti in Todd-AO 70 mm (la lista quindi non include il film in Todd-AO a 35 mm) e Dimension 150.
- Oklahoma! (1955) - 30 fotogrammi/secondo (girato anche in CinemaScope, con rapporto larghezza-altezza di 2,55:1)
- Il giro del mondo in 80 giorni (1956) - 30 fotogrammi/secondo
- The Miracle of Todd-AO (1956) - 30 fotogrammi/secondo; cortometraggio
- South Pacific (1958)
- The March of Todd-AO (1958) - cortometraggio
- Porgy and Bess (1959)
- Can-Can (1960)
- La battaglia di Alamo (1960)
- Cleopatra (1963)
- Man in the 5th Dimension (1964) - cortometraggio girato per la fiera mondiale di New York
- Tutti insieme appassionatamente (1965)
- Quei temerari sulle macchine volanti (1965)
- Il tormento e l'estasi (1965)
- La Bibbia (1966) - gitato in Dimension 150
- Il favoloso dottor Dolittle (1967)
- Un giorno... di prima mattina (1968)
- Hello, Dolly! (1969)
- Krakatoa, est di Giava (1969)
- Airport (1970)
- Patton, generale d'acciaio (1970) - girato in Dimension 150
- L'ultima valle (1971)
- Jesus Christ Superstar (1973)
- Baraka (1992)

## Riferimenti bibliografici
- Richard W. Haines. Technicolor Movies: The History of Dye Transfer Printing, McFarland & Co., 2003, pp. 132-136
- Simone Corelli, Fabio Felici, Gilberto Martinelli. Elementi di cinematografia sonora, Lambda s.r.l., 2006, pp. 71–72